# 澤野羽花介
澤野羽花介（学名：Cytheropteron sawanense）为尾花介科羽花介屬下的一个种。